# Poa scitula
Poa scitula är en gräsart som beskrevs av Norman Loftus Bor. Poa scitula ingår i släktet gröen, och familjen gräs. Inga underarter finns listade i Catalogue of Life.